# Hel Bór
Hel Bór – zlikwidowany w 1979 roku przystanek kolejowy w Helu (Borze), w województwie pomorskim, w Polsce. Przystanek znajdował się w pobliżu bazy Marynarki Wojennej.

## Położenie
Przystanek Hel Bór znajdował się na północ od miasta Hel, około 600 metrów od drogi wojewódzkiej 216. W pobliżu stacji znajdowała się baza Marynarki Wojennej w Rejonie Umocnionym Hel.

## Historia

### Geneza
W 1918 roku Polska odzyskała niepodległość. Granice na Pomorzu ustalono dopiero w 1920 roku . Wówczas linia kolejowa z Redy do Pucka znalazła się w Polsce. Stacja w Pucku była najbliżej morza położonym obiektem na sieci PKP, dlatego zbudowano w Pucku tymczasowy port wraz z bocznicą kolejową.

### 1921–1945
W 1921 roku rozpoczęto budowę linii na Mierzei Helskiej. Linia została częściowo wybudowana na drodze kołowej, co spowodowało tymczasowe odcięcie Helu od sieci drogowej. Dopiero w 1923 roku PKP ostatecznie odbudowały zniszczoną drogę. Budowa dworców w miejscowościach nadmorskich trwała jeszcze do końca lat 20.
W XX-leciu międzywojennym linia ta była obsługiwana przez parowozy OKl27, kursujące na trasie Gdynia – Puck – Gdynia oraz opalane olejem parowozy Tp3, które obsługiwały trasę Puck – Hel – Puck. Pod koniec lat 30. na Hel zaczęły docierać pociągi dalekobieżne z Warszawy oraz południa Polski.
Rozwój kolei spowodował rozwój gospodarczy na Mierzei Helskiej, powodując, że dotychczas rybackie wioski przeistaczały się w kurorty oblegane latem przez turystów z pozostałej części Polski.

### 1945–1979
W PRL ze względu na duże znaczenie militarne Helu, dostęp turystów do Helu był ograniczony. Mogli oni przyjeżdżać do miasta tylko koleją.
W 1979 roku zaprzestano korzystania z przystanku Hel Bór.

## Linia kolejowa
Stacja leży na linii kolejowej nr 213 łączącej Redę z Helem. Linia jest jednotorowa, normalnotorowa, niezelektryfikowana.

## Ruch pociągów
Od 1979 roku pociągi kursują przez przystanek bez zatrzymywania się.